# Flight Safety Foundation
Flight Safety Foundation (FSF) es una organización internacional sin fines de lucro dedicada a la investigación, la educación, la promoción y las comunicaciones en el campo de la seguridad de la aviación.La FSF reúne a profesionales de la aviaciónpara ayudar a resolver problemas de seguridad y aportar una perspectiva internacional a las cuestiones relacionadas con la seguridad de la aviación para el público.

## Historia
Desde su fundación en 1945, la fundación ha actuado como un centro de intercambio de información independiente y sin fines de lucro para difundir información de seguridad, identificar amenazas a la seguridad y, y recomendar soluciones prácticas, como, por ejemplo, el kit de herramientas para la reducción de accidentes en aproximación y aterrizaje (ALAR).Hoy en día, la fundación proporciona liderazgo a más de 1000 miembros en más de 100 países. La División de Investigación de Lesiones por Accidentes de Aviación (AvCIR) iniciada por Hugh DeHaven pasó a formar parte de la FSF en abril de 1959, tras ser transferida desde la Universidad de Cornell.

## Objetivos
Los principales objetivos declarados de la fundación son:
- Anticipar, identificar y analizar los problemas de seguridad de la aviación mundial y establecer prioridades.
- Comunicarse eficazmente sobre la seguridad de la aviación.
- Promover las acciones necesarias y la adopción de las mejores prácticas de seguridad operacional de la aviación.

## Actividades

### Publicación
- La FSF produce una revista digital titulada AeroSafety World,[7]que tiene una circulación controlada que incluye a todos los miembros de la FSF, así como a ejecutivos de compañías aéreas, organizaciones de mantenimiento, fabricantes y proveedores de la industria y autoridades de aviación civil.[8]AeroSafety World solo está disponible en formato electrónico.
- La FSF también gestiona el proyecto SKYbrary, que integra publicaciones relacionadas con la seguridad.

### Seminarios y premios
En asociación con la comunidad de aviación, la FSF organiza cuatro cumbres anuales:
- La Cumbre Internacional de Seguridad Aérea (IASS)
- La Cumbre de Seguridad Aérea de Negocios (BASS)
- La Cumbre de Asia Pacífico para la Seguridad Aérea (AP-SAS)
- El Foro de Seguridad

La FSF también organiza y patrocina eventos de seguridad regionales más pequeños durante todo el año.La fundación otorga premios anuales para reconocer los logros individuales y grupales en seguridad de la aviación. La FSF trabaja con las partes interesadas en la promoción de la seguridad de la aviación en todo el mundo, como la Autoridad de Aviación Civil de Singapur (CAAS), la Administración de Aviación Civil de China (CAAC), Eurocontrol, la Asociación Africana de Aerolíneas Regionalesy la Fundación AviAssist.

### Red de seguridad de la aviación
La FSF administra la Aviation Safety Network (ASN), un sitio web que realiza un seguimiento de accidentes e incidentes de aviación y secuestros. Su base de datos principal contiene detalles de más de 23.000 informes (2022) e investigaciones, noticias, fotos y estadísticas. El sitio web cuenta con 9.900 suscriptores y recibe alrededor de 50.000 visitas semanales.
ASN mantiene tres bases de datos distintas:
- ASN Accident Database: Contiene más de 23.000 informes de aeronaves de pasajeros (aeronaves certificadas originalmente para transportar 12 o más pasajeros), así como accidentes de transporte militar y aviones corporativos que datan de 1919.
- ASN Wikibase: Contiene descripciones de más de 258.000 accidentes e incidentes que involucran aeronaves ligeras, militares, helicópteros, autogiros, planeadores, globos aerostáticos vehículos aéreos no tripulados (UAV). Se actualiza periódicamente gracias a una amplia comunidad de usuarios.
- ASN Drone Database: Contiene más de 15.000 avistamientos e incidentes de aeronaves no tripuladas o drones.[12]

ASN fue fundada en enero de 1996 por Harro Ranter, quien actualmente se desempeña como director y Fabián I. Luján, quien administra las operaciones del sitio web. Harro comenzó a recopilar información sobre accidentes de aviación desde 1983 y escribió un libro que abarca más de 1000 accidentes en el verano de 1985. Luján se unió a las Páginas Web de Seguridad de la Aviación en agosto de 1998.